# Ti, kojto si na nebeto
Ti, kojto si na nebeto (in bulgaro Ти, който си на небето? è un film del 1990 diretto da Dočo Bodžakov.